# Diogo Cancela
Diogo Cancela (21 de julio de 2002) es un deportista portugués que compite en natación adaptada. Ganó una medalla de bronce en los Juegos Paralímpicos de París 2024, en la prueba de 200 m estilos (clase SM8).

## Palmarés internacional
| Juegos Paralímpicos | Juegos Paralímpicos | Juegos Paralímpicos | Juegos Paralímpicos |
| Año                 | Lugar               | Medalla             | Prueba              |
| ------------------- | ------------------- | ------------------- | ------------------- |
| 2024                | París (Francia)     | Medalla de bronce   | 200 m estilos SM8   |